# Baltasar del Alcázar
Baltasar del Alcázar, född 1530, död 1606, var en spansk diktare.
Alcázar står under inflytande av renässansens antikstudium, särskilt den latinska poesien. Sin största betydelse fick han som satiriker och tog som sådan Martialis som förebild.